# Calymmochilus planus
Calymmochilus planus (лат.) — вид мелких паразитических наездников—эвпельмид (Eupelmidae) рода Calymmochilus.

## Распространение
Австралия (Тасмания, Южная Австралия).

## Описание
Длина около 3 мм (самки макроптерные). Голова и грудь темно-коричневые, с металлическим блеском. Усики самок состоят из 3-члениковой булавы и жгутика из 8 члеников. Жгутик темный, а скапус усика и ноги желтовато-коричневые.
Вид был впервые описан в 1988 году чешско-британским гименоптерологом Зденеком Боучеком (Zdenĕk Bouček, 1924—2011) под первоначальным названием Tasmanastatus planus Girault, 1988, а в 1995 году его включили в род Calymmochilus.